# Zelotes mediocris
Zelotes mediocris este o specie de păianjeni din genul Zelotes, familia Gnaphosidae. A fost descrisă pentru prima dată de Kulczynski, 1901.
Este endemică în Etiopia. Conform Catalogue of Life specia Zelotes mediocris nu are subspecii cunoscute.